# Martinsberg (Naila)
Martinsberg ist ein Gemeindeteil der Stadt Naila im oberfränkischen Landkreis Hof in Bayern. Martinsberg liegt in der Gemarkung Naila.

## Geografie
Die ehemalige Anstalt liegt unweit der Selbitz am südlichen Siedlungsrand von Naila. Ein Anliegerweg führt 150 Meter östlich zur Staatsstraße 2195.

## Geschichte
Am 11. November 1849, dem Martinstag, wurde ein Komitee zur Gründung eines Rettungshauses vom Nailaer Pfarrer Hübsch gebildet. 1852 wurde ein solches gebaut; es brannte 1860 ab. Ende des 19. Jahrhunderts wurde das jetzige Anwesen errichtet. Bis 1981 beherbergte das Heim verwahrloste Kinder.

### Einwohnerentwicklung
| Jahr      | 1885  | 1900  | 1925  | 1950   | 1961   | 1970   | 1987  |
| Einwohner | 43    | 27    | 79    | *      | *      | 75     | 5     |
| Häuser    | 2     | 2     | 4     | *      | *      |        | 1     |
| Quelle    | [ 7 ] | [ 8 ] | [ 9 ] | [ 10 ] | [ 11 ] | [ 12 ] | [ 1 ] |

## Religion
Martinsberg war evangelisch-lutherisch geprägt und bis heute in die Stadtkirche Naila gepfarrt.